# Moukaram Badarou
Moukaram A.M. Badarou est un homme politique béninois, et grand commis de l'État. 
Ancien Préfet des Départements de l'Ouémé et du Plateau, il est Directeur adjoint de cabinet du Président de l’Assemblée nationale, huitième et neuvième Législature. Il est Président fondateur du Parti Conscience Citoyenne et à la suite de la réforme du système partisan, il est membre fondateur et membre du Bureau politique du Parti Union Progressiste le Renouveau. Il est Médiateur de la Confédération nationale des employeurs du Bénin (CONEB), une des deux structures patronales que compte le Bénin. Il est le Président de la Fondation Conscience Citoyenne.

## Ouvrages
- 50 ans après les indépendances, renouer avec les repères, ONIP, 2010, 122 pages
- Priorisons le Bénin, 2015, 32 pages
- 59 ans d’indépendance, Avançons, 2019, 38 pages
- Constitution de la République du Bénin , Socle de la démocratie béninoise, 2021, 232 pages